# Belisarius ibericus
Belisarius ibericus ist ein in der Sierra de las Nieves im Süden Spaniens verbreiteter Skorpion. Die Familienzugehörigkeit der Gattung Belisarius ist umstritten, sie gehört in die Familie Troglotayosicidae oder Superstitioniidae.

## Beschreibung
Belisarius ibericus ist ein kleiner Skorpion mit rötlich-gelber bis rötlich-brauner Grundfarbe und dunkleren Carinae, die Chelae sind dunkler als Patellae und Femora. Die Bauchseite und die Beine sind gelb mit blassgelben Kammorganen und Genitaloperkulum. Die Pedipalpen sind dunkelrot bis rötlich-braun mit dunklen bis schwarzen Carinae. Das Telson hat eine kugelförmige aber abgeflachte gelbe Giftblase und einen dunkelroten kurzen und stark gekrümmten Giftstachel. Die Gliedmaßen weisen eine sehr schwache Granulierung auf oder sind glatt, der Carapax und die Tergiten haben nur kleine Granulae auf der Oberfläche. Der vordere Carapax hat eine leichte Einbuchtung. Das mediane Augenpaar fehlt, die lateralen sind bis auf eine verbliebene Linse zurückgebildet. Das Sternum ist fünfeckig und etwas breiter als lang, die Kammorgane haben beim Holotypus beidseitig vier Zähne.
Belisarius ibericus ist ein im Vergleich zu Belisarius xambeui, der einzigen anderen Art der Gattung Belisarius, deutlich größerer Skorpion, der Holotypus hat eine Körperlänge von 37,8 Millimetern. Das größte bislang gefundene weibliche Exemplar von Belisarius xambeui kommt nur auf eine Körperlänge von 27,6 Millimetern. Belisarius ibericus hat eine stärkere Einbuchtung des vorderen Carapax. Die Augen sind weniger stark zurückgebildet, mit mindestens einer verbliebenen Linse. Die Carinae auf den Pedipalpen und den Segmenten des Metasomas sind stärker ausgeprägt.

## Verbreitung und Lebensraum
Die Terra typica von Belisarius ibericus liegt in der südspanischen Provinz Málaga, südöstlich der Kleinstadt Ronda im Naturpark Sierra de las Nieves (36° 41′ 0″ N, 5° 0′ 0″ W) auf einer Höhe von 800 bis 860 Metern über dem Meeresspiegel. Der Holotypus wurde unter Steinen in der Nähe eines Höhleneingangs gefunden.
Der Naturpark Sierra de las Nieves ist seit 1995 ein Biosphärenreservat und zeichnet sich durch seine von tiefen Schluchten durchzogenen Kalksteinberge aus. Der Naturpark besitzt eine reichhaltige Flora und Fauna. Die Bewaldung und die stärkeren Niederschläge verschaffen dem Park ein milderes Klima, verglichen mit den tiefer liegenden Gebieten an den Küsten von Atlantik und Mittelmeer.

## Systematik

### Erstbeschreibung
Die Erstbeschreibung erfolgte durch den französisch-brasilianischen Arachnologen Wilson R. Lourenço im Jahr 2015 in der Zeitschrift Comptes Rendus Biologies.

### Typmaterial
Der Holotypus ist ein im Mai 1952 am Typenfundort aufgesammelter adulter weiblicher Skorpion, der sich in der Sammlung des Muséum national d’histoire naturelle in Paris befindet.

### Etymologie
Der Artname bezieht sich auf die Iberische Halbinsel als jene Region, in der die neue Art entdeckt worden ist.